# Rivière aux Castors
Rivière aux Castors är ett vattendrag i Kanada.   Det ligger i provinsen Québec, i den östra delen av landet, 500 km nordost om huvudstaden Ottawa. Rivière aux Castors ligger vid sjön Lac Éléphant.
Trakten runt Rivière aux Castors är nära nog obefolkad, med mindre än två invånare per kvadratkilometer.